# Пеньковский, Александр Борисович
Алекса́ндр Бори́сович Пенько́вский (19 декабря 1927 — 6 февраля 2010) — советский и российский филолог, пушкинист, педагог-просветитель.

## Биография
Родился 19 декабря в Казани в семье руководящего советского работника Бориса Минаевича Пеньковского (1897—1944). Племянник поэта-переводчика Льва Пеньковского. Окончил факультет русского языка и литературы Московского городского педагогического института им. В. П. Потёмкина. Преподавал в различных вузах страны: Сурожском учительском институте (1949—1955), Тобольском педагогическом институте (1955—1957), Комсомольском-на-Амуре пединституте (1973—1981), Владимирском университете (1959—1975 и с 1981 года).
Входил в состав Совета по русскому языку при Президенте РФ и Орфографической комиссии при Институте русского языка РАН.
Последние несколько лет жизни жил и работал в Москве.
Прах Александра Борисовича и его супруги, И. С. Приходько, захоронен в колумбарии на Донском кладбище.

## Научная деятельность
Разносторонние научные интересы Александра Борисовича Пеньковского захватывают разные области языкознания и филологии. Он является автором работ по русскому языку, его истории, диалектологии, фонетике, морфологии, синтаксису и семантике, теории художественной речи, общему языкознанию, опубликованных в отечественных и зарубежных журналах и сборниках. Автор ономастических терминов гетероним и таутоним, которые были предложены им в статье «Русские личные именования, построенные на двухкомпонентной модели „имя + отчество“». Гетероним представляет собой антропонимическое образование с несовпадающей основой (например, Иван Петрович), а в таутонимах, наоборот, компоненты дублированы (например, Иван Иванович). Позже понятие таутоним было принято исследователями, введено в научную литературу. В 1988 году толкование приведено в «Словаре русской ономастической терминологии».
Важнейшие труды А. Б. Пеньковского находятся на стыке языкознания и филологии. Они посвящены художественной антропонимике, словарю Пушкина и пушкинской эпохи. Эта тема сформировалась в работах А. Б. Пеньковского в годы жизни во Владимире. В 1999 году вышла в свет его монография «Нина. Культурный миф золотого века русской литературы в лингвистическом освещении» (переиздана в 2003), замысел которой появился из вопроса студентки о лермонтовском «Маскараде». В ней с присущим автору лингвистическим чутьем и тщательностью анализируется т. н. «миф о Нине», который сформировался в русском культурном сознании. В работе разрушается целый ряд ставших хрестоматийными интерпретаций текстов «золотого века» и обнаруживается «скрытый» сюжет «Евгения Онегина». Так, в работе детально анализируется бытование концептов «скука» и «тоска» в пушкинскую эпоху. Теоретической базой для основных выводов книги становится концепция «антропонимического пространства художественного текста как модели художественного мира», которую много лет разрабатывал в своих работах Александр Борисович. Особой чертой этого исследования явилось отражение в нём живого присутствия автора. Книга вызвала как восторженные, так и критические отзывы литературоведов.
В 2004 году появились «Очерки по русской семантике» (М. : Языки славянской культуры, 2004. — 464 с. «Studia philologica»), в которых были собраны работы Александра Борисовича по русской семантике. В совокупности они представляют круг постоянных исследовательских интересов известного филолога и культуролога: семантика наречий и семантика собственных имен, общекатегориальная семантика и семантика концептов, фонетическая семантика и семантика орфографии, живое бытование русского языка. В 2005 году опубликована последняя книга «Загадки пушкинского текста и словаря: опыт филологической герменевтики».
А. Б. Пеньковский внес большой вклад в изучение говоров Западной Брянщины. Его кандидатская диссертация на эту тему была защищена с резолюцией совета «Достойна докторской степени».
В 2009 году в серии «Studia philologica» в честь 80-летия Александра Борисовича опубликован сборник статей «Слово — чистое веселье…». Проблематика опубликованных статей, структурно-тематическое членение разделов отобразили необычайную обширность научных интересов А. Б. Пеньковского. Сборник отражает разнообразие авторских концепций, во многом возникших под влиянием исследований Пеньковского.

## Семья
Первая жена — Людмила Константиновна Ицкова (1926—1991). Сыновья Александр (род. 1945) и Борис. 
Вторая жена — Ирина Степановна Приходько (1943—2014), литературовед, шекспировед, доктор филологических наук, член Шекспировской комиссии РАН. Крупнейший специалист по творчеству А. Блока в России.

## Труды
- Нина. Культурный миф золотого века русской литературы в лингвистическом освещении. — М.: Индрик, 1999. 520 с. ISBN 5-85759-104-X
- Нина. Культурный миф золотого века русской литературы в лингвистическом освещении. Изд. второе, испр. и доп. — М.: Индрик, 2003. 640 с. ISBN 5-85759-206-2
- Пеньковский А. Б. Очерки по русской семантике. — М.: Языки славянской культуры, 2004. — 464 с. — (Studia philologica). — ISBN 5-94457-166-7.
- Загадки пушкинского текста и словаря. Опыт филологической герменевтики, 2005.